# 1377 Roberbauxa
Az 1377 Roberbauxa (ideiglenes jelöléssel 1936 CD) a Naprendszer kisbolygóövében található aszteroida. Louis Boyer fedezte fel 1936. február 14-én, Algírban.